# فرانسواز لوبران
فرانسواز لوبران (فرانسوی: Françoise Lebrun‎؛ زادهٔ ۱۸ اوت ۱۹۴۴) بازیگر، فیلم‌نامه‌نویس، کارگردان فیلم و تهیه‌کننده فیلم اهل فرانسه است. وی از سال ۱۹۷۱ میلادی تاکنون مشغول فعالیت بوده‌است. در نقدی از فیلم تقدیم به قلب مهربانت (۲۰۰۴) در مجلهٔ ورایتی، لیزا نسلسون او را «استاد بی‌نظیر منولوگ‌های طولانی» توصیف کرد.
از فیلم‌ها یا برنامه‌های تلویزیونی که وی در آنها نقش داشته‌است می‌توان به لباس غواصی و پروانه، سرافین، شناسه: ای، مامان و روسپی، راهبه، عید، روزهای طلایی من و خاطرات فرانسه اشاره کرد.